# Disuguaglianza di Poincaré
In analisi funzionale, una branca della matematica, con il nome di disuguaglianza di Poincaré si intendono due risultati simili riguardanti gli spazi di Sobolev che permettono di controllare la norma di una funzione con quella della sua derivata debole. È un risultato di fondamentale importanza nel moderno calcolo delle variazioni.

## Disuguaglianza di Poincaré classica
Sia {\displaystyle 1\leq p<\infty } e {\displaystyle \Omega } un insieme aperto limitato di {\displaystyle \mathbb {R} ^{n}}. Allora esiste una costante {\displaystyle C} dipendente solo da {\displaystyle \Omega } e {\displaystyle p} tale che
{\displaystyle \|u\|_{L^{p}(\Omega )}\leq C\|\nabla u\|_{L^{p}(\Omega )}}
per ogni {\displaystyle u\in W_{0}^{1,p}(\Omega )}, dove quest'ultimo spazio è dato dalla chiusura di {\displaystyle C_{c}^{\infty }(\Omega )} nello spazio di Sobolev {\displaystyle W^{1,p}(\Omega )}. Col simbolo {\displaystyle \nabla u} si intende il gradiente debole, essendo in uno spazio di Sobolev.
La conseguenza più immediata, e che rappresenta la grandezza del risultato, è che in questo sottospazio (che è il dominio più naturale per studiare equazioni alle derivate parziali con condizioni al bordo omogenee) la norma del gradiente di {\displaystyle u} è una quantità equivalente, ai fini della topologia indotta e quindi delle convergenze, alla usuale norma {\displaystyle \|u\|_{W^{1,p}}}. Si ha infatti
{\displaystyle \|\nabla u\|_{p}^{p}\leq \|u\|_{W^{1,p}}^{p}=\|u\|_{p}^{p}+\|\nabla u\|_{p}^{p}\leq (1+C^{p})\|\nabla u\|_{p}^{p}}
In particolare, per {\displaystyle p=2} si ha che nello spazio di Hilbert {\displaystyle H_{0}^{1}(\Omega )} un prodotto scalare equivalente all'usuale è
{\displaystyle (u,v)_{H_{0}^{1}(\Omega )}=\int _{\Omega }\nabla u\nabla v\,{\text{d}}^{n}x}
Un'altra conseguenza immediata di tale disuguaglianza è che l'unica funzione costante su {\displaystyle \Omega } appartenente all'insieme {\displaystyle W_{0}^{1,p}(\Omega )} è la funzione identicamente nulla (mentre {\displaystyle c\in W^{1,p}(\Omega )} con {\displaystyle c\neq 0} se e solo se {\displaystyle \Omega } ha misura finita). 

## La costante ottimale
Determinare la costante {\displaystyle C} ottimale che si può utilizzare nella disuguaglianza è un compito arduo e dipendente fortemente da {\displaystyle p} e dalla geometria del dominio. Tale costante è data dal reciproco di
{\displaystyle \inf\{\|\nabla u\|_{L^{p}(\Omega )}\,:\,\|u\|_{L^{p}(\Omega )}=1\}}
Per la disuguaglianza di Poincaré, tale estremo inferiore è strettamente positivo. Si può dimostrare che per {\displaystyle p=2} tale valore coincide con {\displaystyle \lambda _{1}^{-1}}, con {\displaystyle -\lambda _{1}} il primo autovalore dell'operatore laplaciano con condizioni di Dirichlet omogenee, cioè {\displaystyle \lambda _{1}} è il più piccolo numero reale positivo tale che il seguente problema di Dirichlet ammetta soluzioni non nulle in {\displaystyle W_{0}^{1,2}(\Omega )}
{\displaystyle {\begin{matrix}-\Delta u=\lambda u&&{\mbox{ in }}\Omega \\u=0&&{\mbox{ su }}\partial \Omega \end{matrix}}}

## Disuguaglianza di Poincaré-Wirtinger
Un risultato correlato è la disuguaglianza di Poincaré-Wirtinger: sia {\displaystyle 1\leq p\leq \infty } e {\displaystyle \Omega } un aperto connesso di {\displaystyle \mathbb {R} ^{n}} con bordo sufficientemente regolare (ad esempio lipschitziano). Allora esiste una costante {\displaystyle C} dipendente da {\displaystyle \Omega } e da {\displaystyle p} tale che
{\displaystyle \|u-u_{\Omega }\|_{L^{p}(\Omega )}\leq C\|\nabla u\|_{L^{p}(\Omega )},}
per ogni {\displaystyle u\in W^{1,p}(\Omega )}, dove
{\displaystyle u_{\Omega }={\frac {1}{|\Omega |}}\int _{\Omega }u(y)\,\mathrm {d} y}
è la media integrale di {\displaystyle u}. Si osservi che se si rimuove l'ipotesi di connessione su {\displaystyle \Omega }, la disuguaglianza non sussiste più. Analogamente al caso precedente, si può mostrare che la migliore costante coincide con {\displaystyle 1/{\sqrt {\mu _{2}}}}, ove {\displaystyle \mu _{2}} è il primo autovalore non nullo dell'operatore laplaciano con condizioni di Neumann omogenee.
Da questo risultato si deduce, grazie alla disuguaglianza di Sobolev, che se {\displaystyle p<n}
{\displaystyle \|u-u_{\Omega }\|_{L^{p^{*}}(\Omega )}\leq C\|\nabla u\|_{L^{p}(\Omega )}}
per ogni {\displaystyle u\in W^{1,p}(\Omega )}, dove {\displaystyle p^{*}={np \over n-p}}.